# 박지영 (아나운서)
박지영(1987년 11월 13일~)은 대한민국의 2012년 미스코리아 서울 선(善) 출신의 아나운서이다. 2012년 미스코리아 선발대회에서 입상을 한 직후에 KBS N 스포츠 아나운서로 입사해 프로야구 리포팅, 여자 농구 리포팅을 맡으면서 높은 인지도를 받았다.
2015년 3월부터는 방송사를 MBC 스포츠플러스로 이직했다가 현재는 퇴사해 무소속이다.

## 프로필
- 출생 : 1987년 11월 13일
- 신체 : 172.3cm, 54.4kg, 35-24-36
- 학력 : 건국대학교 신문방송학과
- 수상 : 2012년 미스코리아 서울 선(善)
- 취미 : 요리, 운동
- 특기 : 바이올린, 그림

## 출연작
- KBS N 스포츠 《바스켓 W》 (2013~2014)
- KBS N 스포츠 《라리가 쇼》 (2013~2014)
- KBS N 스포츠 《아이 러브 베이스볼》 (2014)
- MBC 스포츠플러스 《베이스볼 NOW》 (2015~2016.10)
- MBC 스포츠플러스 《베이스볼 투나잇》(2015~2016.10)
- MBC 스포츠플러스 《당구 스페셜》 (2015~)
- MBC 스포츠플러스 《맛있는 바스켓》 (2015. 12. 24.)
- MBC 스포츠플러스 《베이스볼 투나잇》(2018~2024)